# Bavor I. ze Strakonic
Bavor I. ze Strakonic (? – říjen/listopad 1260) byl přední český šlechtic a první člen rodu Bavorů, který používal přídomek „ze Strakonic“.

Barevná ilustrace z knihy. Nad žlutým štítem se šípem je hlava s korunou a blonďatými vlasy.

Narodil se jako syn olomouckého komorníka Bavora a jeho ženy Bolemily, pravděpodobně dcery radomyšlského velmože. První písemná zmínka o Bavorovi s přídomkem (predikátem) „ze Strakonic“ pochází z roku 1235. V roce 1238 je připomínaný jako nejvyšší číšník (obsluhování krále během slavností) u dvoru krále Václava I., a v tomto úřadě působil také v roce 1251. V roce 1243 daroval řádu Johanitů polovinu hradu Strakonice a část okolního majetku. V letech 1248 a 1249 při vzpouře českého panstva Bavor pravděpodobně podporoval kralevice Přemysla a za tuto podporu se stal po smrti Václava spolu s Konrádem z Janovic zvíkovským purkrabím. V roce 1254 mu byl udělen úřad nejvyššího zemského komorníka, který si udržel až do smrti. V roce 1260 se účastnil bitvy u Kressenbrunnu. Naposledy je zmíněn v říjnu téhož roku, zanedlouho zřejmě zemřel.
Jméno jeho ženy je neznámé, mohla to být Dobroslava či Bohuslava, s níž měl minimálně syna Bavora II. a dceru Domaslavu, provdanou roku 1256 za Jindřicha z Lichtenburka.
Bavorovi patřily rozsáhlé majetky v Pootaví, vlastnil Horažďovice, které začal budovat a Strakonice, jehož hrad taktéž přebudoval. Nejisté je Bavorovo vlastnictví Blatné, tu zřejmě drželi jeho příbuzní. Bavor držel také území okolo později založeného hradu Pořešína, majetky měl také v okolí Prahy, Manětína a zřejmě také ve Slezsku. Naopak nevlastnil významný hrad Prácheň u Horažďovic, ten připadl až jeho vnukovi.

## Život

### Ve službách krále Václava I.

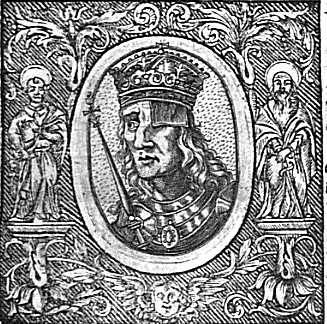
Fiktivní portrét Václava I. z 18. století

Bavor se narodil jako syn olomouckého komorníka Bavora a jeho ženy Bolemily z Radomyšle. Podle Josefa Vítězslava Šimáka Bavorova matka pocházela z rodu Hrabišiců. V roce 1225, kdy zemřel jeho otec Bavor, byl pravděpodobně ještě nezletilý. August Sedláček ztotožnil Bavora I. ze Strakonic s jeho otcem, olomouckým komorníkem Bavorem. S tímto názorem souhlasil také Bořivoj Nechvátal. Podle Miroslava Svobody je to však nepravděpodobné, jelikož by se Bavor musel dožít věku asi 80 let. Není jisté, kdy byl v pramenech Bavor poprvé zmíněn. Bořivoj Nechvátal se domníval, že první zmínka o Bavorovi by mohla být z listinného falsa datovaného rokem 1220. Miroslav Svoboda má za to, že se Bavor v pramenech poprvé objevil roku 1233, kdy jako Bawor de Radotín (Bavor z Radotína) svědčil na darovací listině, v níž český král Václav I. udělil řádu německých rytířů vesnici Senomaty. Podle Simony Kotlárové byl Bavor z Radotína příbuzným Bavora ze Strakonic. Tuto domněnku odmítl Vratislav Vaníček, podle něhož je Bavor z Radotína s Bavorem ze Strakonic totožný.

Predikát „ze Strakonic“ Bavor použil poprvé v roce 1235. Tehdy společně s bratrancem Vyšemírem z Blatné svědčil na listině, jíž král Václav obdaroval chotěšovský klášter. V roce 1238, nebo možná již o rok dříve, se Bavor stal nejvyšším číšníkem. Podle Miroslava Svobody navštívil mezi léty 1238 a 1242 Svatou zemi. Tuto domněnku podporuje fakt, že v tuto dobu o Bavorovi není, i přes vysoce postavený úřad, z listin jediná zmínka. Roku 1243 daroval Bavor polovinu hradu Strakonice i značnou část okolního majetku johanitům. Ti ve Strakonicích sídlil nejpozději od tohoto roku až do poloviny dvacátých let 20. století.

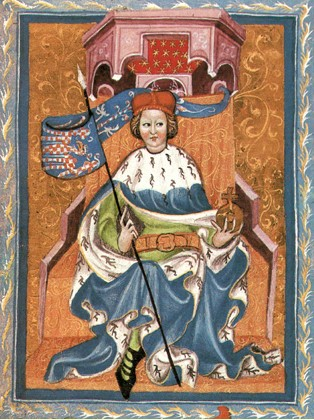
Přemysl Otakar jako moravský markrabě (Gelnhausenův kodex)

Počátkem roku 1247 zemřel nejstarší syn Václava I. Vladislav. Novým markrabětem se stal Přemysl Otakar II. Již v červenci roku 1248 se však vzbouřil proti svému otci. Ten následujícího roku Přemysla porazil, ale titul moravského markraběte mu ponechal. Bavor se v odboji zřejmě postavil na stranu Přemysla, čemuž nasvědčuje pozdější Bavorovo postavení na Přemyslově dvoře. Roku 1249 se Bavor vyskytuje na listině pro řád německých rytířů jako jeden z předních Přemyslových přívrženců. I přes podporu Přemysla, lze zachytit Bavora ve funkci nejvyššího číšníka. V tomto roce také Přemysl stvrdil jeho obdarovaní johanitů. V roce 1253 se Bavor nacházel na listině vydané Přemyslem Otakarem dokonce na prvním místě, před významnými šlechtici jako Zdeslav z Divišova nebo Havel z Lemberka. Když se Přemysl v témže roce nacházel v rakouském vévodství, které nedávno získal, Bavor jej, ač jeho přívrženec, podle listin pravděpodobně nedoprovázel.

### Po boku Přemysla Otakara II.
Dne 23. září 1253 král Václav I. zemřel. Brzy po nástupu jeho syna Přemysla Otakara II. na trůn se Bavor dočkal odměny za podporu v odboji. Dne 20. listopadu jej na listině lze zachytit jako zvíkovského purkrabího. Tuto funkci zastával společně s Konrádem z Janovic. Již v prosinci se Bavor opět objevil po boku mladého krále v kladrubském klášteře. Za podporu v odboji získal Bavor v roce 1254 úřad nejvyššího zemského komorníka, který si podržel až do smrti. V úřadu vystřídal Boreše z Rýzmburka, který byl téhož roku zbaven také funkce nejvyššího maršálka, kterým se po něm stal Vok I. z Rožmberka. Mladý král tak zajistil zemské úřady pro své přívržence.
I přes své prestižní postavení se Bavor do roku 1260 neúčastnil žádného válečného tažení. V období, kdy zastával úřad nejvyššího komorníka, jej můžeme na listinách nalézt šestnáctkrát, nejčastěji v letech 1256, 1257, 1258 a 1260 (třikrát). V roce 1256 se provdala jeho dcera Domaslava za Jindřicha z Lichtenburka. Tento sňatek mohl být jakýmsi rituálem smíření mezi rody Lichtenburků a Bavorů ze Strakonic, protože tyto rody stály během odboje kralevice Přemysla Otakara II. proti králi Václavovi I. proti sobě: Bavor ze Strakonic podporoval mladého Přemysla, zatímco Lichtenburkové stáli na straně „starého“ krále. Nedlouho před bitvou u Kressenbrunnu započala výstavba Horažďovic, která byla iniciovaná Bavorem.

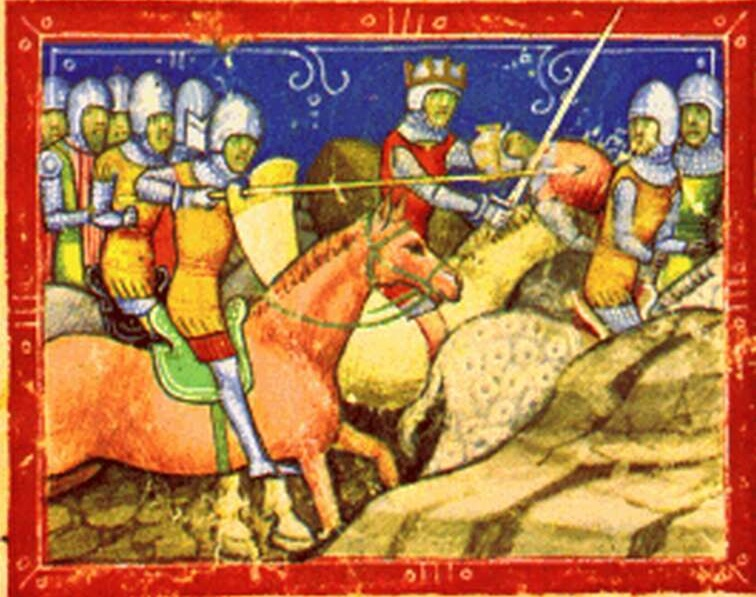
Béla IV. Uherský v boji s Přemyslem Otakarem II. (Chronicum Pictum)

Jedinou válečnou výpravou Bavora I., o které se zachovaly záznamy, se stala bitva u Kressenbrunnu. Bavor se jí účastnil na sklonku svého života, v roce 1260, po boku Přemysla. V létě 1260 Bavor osvědčil listinu, vydanou přímo ve vojsku, kde král Přemysl daroval Vokovi z Rožmberka hrabství Raabs. Podle Miroslava Svobody válčila družina pána ze Strakonic poblíž družiny Voka z Rožmberka, jež měla na vítězství Přemysla Otakara značný podíl. Po bitvě se Bavor pravděpodobně odebral přímo do Strakonic. Naposledy je zmiňován v říjnu 1260, kdy byl králem Přemyslem pověřen cestou do vsi Neprobylice. Brzy poté Bavor, zřejmě na následky zranění v bitvě u Kressenbrunnu, zemřel (26. listopadu 1260 je totiž jako nejvyšší komorník uveden Ondřej z Všechrom). Bavor stihl sepsat závěť, ta se však nedochovala. Jediná zmínka o ní pochází z listiny Bavora II. ze Strakonic, podle které měl Bavor ve své poslední vůli odkázat johanitům pět městišť v okolí Horažďovic.

## Majetek

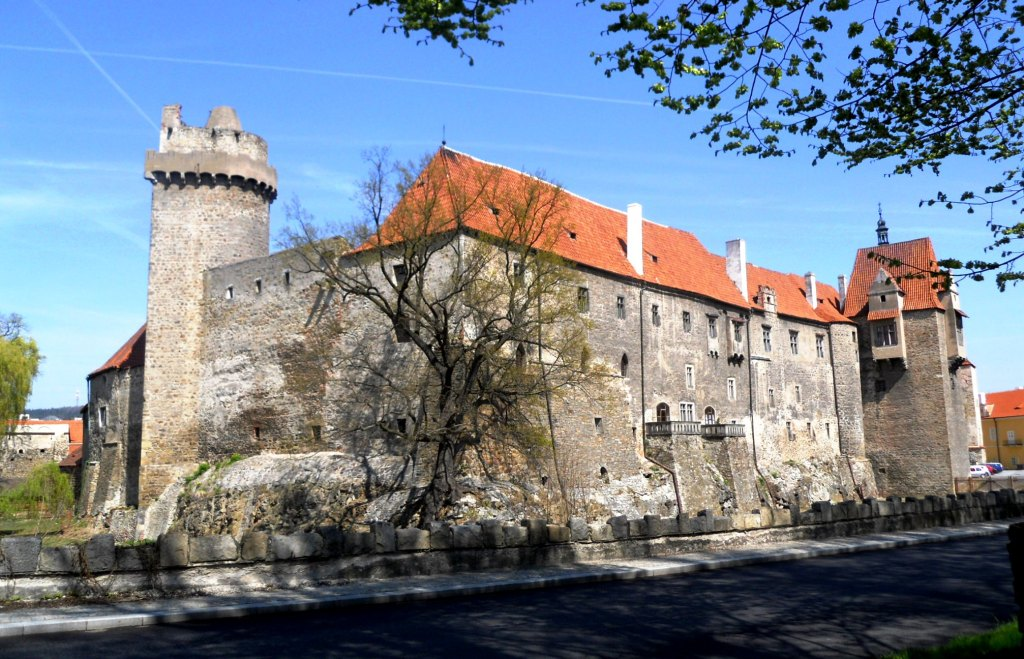
Hlavní sídlo Bavora, Strakonický hrad.

### Pootaví
Na Strakonicko se Bavorové přesunuli zřejmě ve dvacátých letech 13. století. Sám Bavor přestavěl jejich hlavní sídlo, hrad Strakonice. Podle Miroslava Svobody získal většinu majetku už Bavorův otec. Sám Bavor daroval půlku Strakonic a asi 13 vesnic johanitskému řádu. Majetek Bavora lze sestavit pouze podle pozdějších zdrojů. Bavorovi na Strakonicku patřilo určitě území od Radomyšle až po Jedraž a Radkovic na jih, a od Hoslovic po Třešovice na západ. Na tomto území se nacházely dvorce, ve kterých sídlila klientela Bavora I. Na Strakonicku jsou z té doby jsou známy dvorce v Mnichově a v Česticích, na Bavorově území zřejmě ležely i dvorce v Řepicích, Jetišově nebo v Nebřehovicích. Před polovinou 13. století také vznikly Horažďovice, samotné město začal budovat Bavor na konci života, jeho dílo pak dokončil syn Bavor II.. Tato oblast byla za Bavora kolonizována, nezávisle na něm kolonizovali Pootaví také johanité. Bavorovi jistě nepatřil hrad Prácheň, tu získal až roku 1315 Bavor III. Stejně tak Volyni, kterou držel panovník, který je poté daroval církvi.
Podle Simony Kotlárové patřila Bavorovi také Blatná, Miroslav Svoboda toto odmítá, podle něj získali Bavorovi potomci Blatnou až koncem 13. století. Do Bavorových majetků tak jistě nepatřily Sedlice, i ty náležely do majetků blatenské větve. Na jih od Strakonicka patrně vlastnil území okolo dnešního Bavorova. O tomto území nejsou však žádné zprávy, zřejmě proto, že jej pokrývali husté lesy s minimem vesnic. O kolonizaci Bavorova se postaral až Bavor III. Bavorovi však pravděpodobně patřilo pouze území severně od Bavorova, jižní část Bavorovska patřila královské komoře.

### Další državy

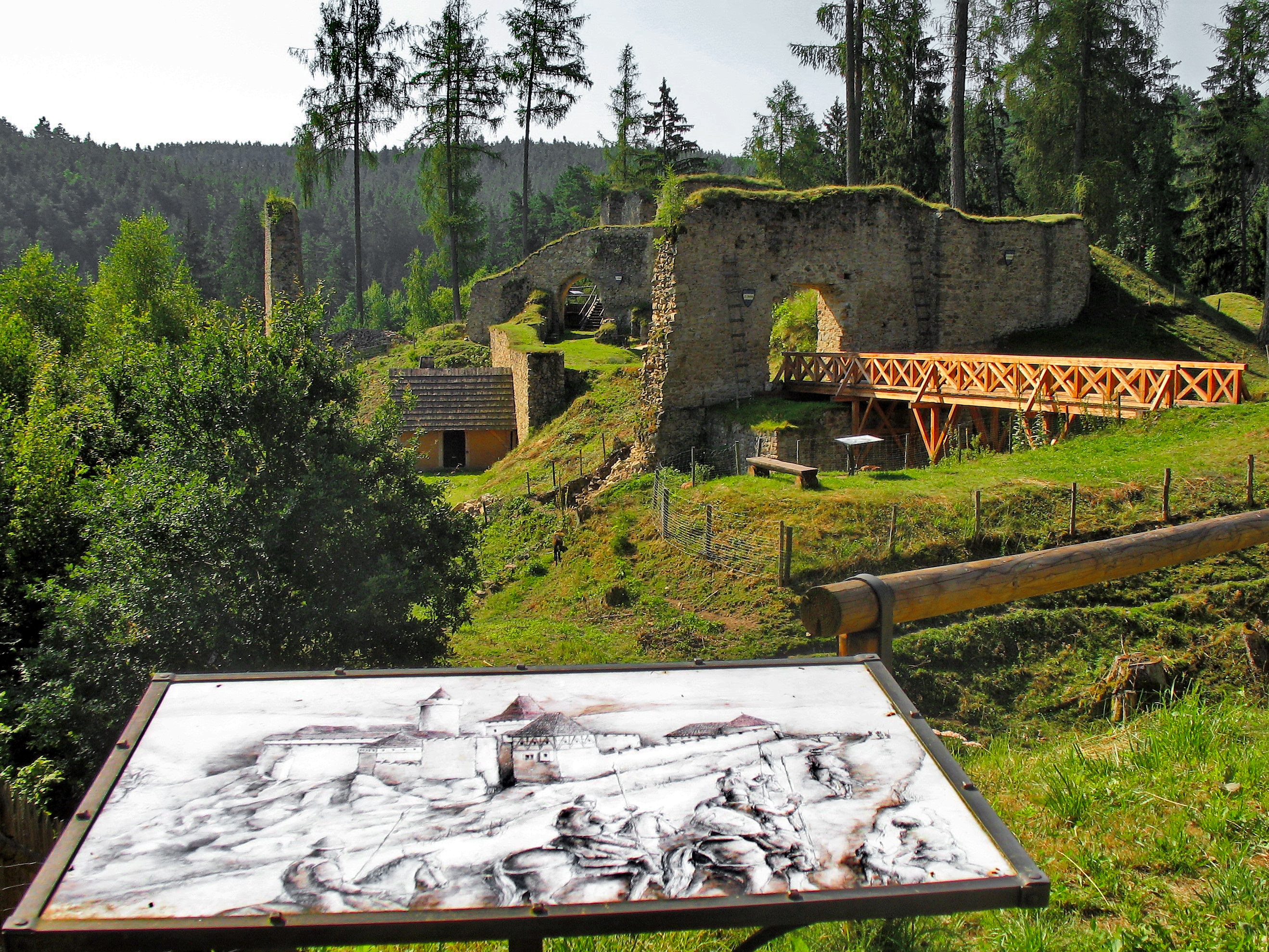
Hrad Pořešín nedaleko Kaplice. Za Bavora tu však hrad ještě nestál.

Bavorové drželi také území kolem hradu Pořešín. Není však jisté, jestli území kolem Pořešína držel už Bavor I. O tomto majetku je první zmínka až k roku 1281. Někdy po tomto datu byl také založil Pořešín. Rozsah majetku se dá určit pouze pomocí pozemků, které patřily k hradu Pořešín a vsi, které daroval Bavor III. klášteru Zlatá Koruna. Bavorovi tak patřil majetek od Svincí po Skorotice na jih. Vzdálenost mezi nejvýchodnějším a nejzápadnějším bodem nebyla nijak velká, pouze mezi Černicemi a dnešním městem Kaplice. Simona Kotlárová o tak rozlehlém majetku pochybuje, podle ní patřily Bavorům Černice, Mojné, Skřidla, Prostřední Svince a Pořešín. Kromě toho vlastnil Bavor také území kolem Zdíkova a Zdíkovce.
Kromě těchto majetků držel Bavor I. i majetek mimo jižní Čechy. V okolí Prahy Bavor jistě vlastnil Radotín, který byl zřejmě kolem roku 1233 i jeho sídlem a Lahovice. Dvorec blízko Prahy byl velmi výhodný, jelikož pro velmože byl pobyt v Praze levnou záležitostí. Radotín s Lahovicemi získal Bavor či jeho předek zřejmě darem za věrnost.

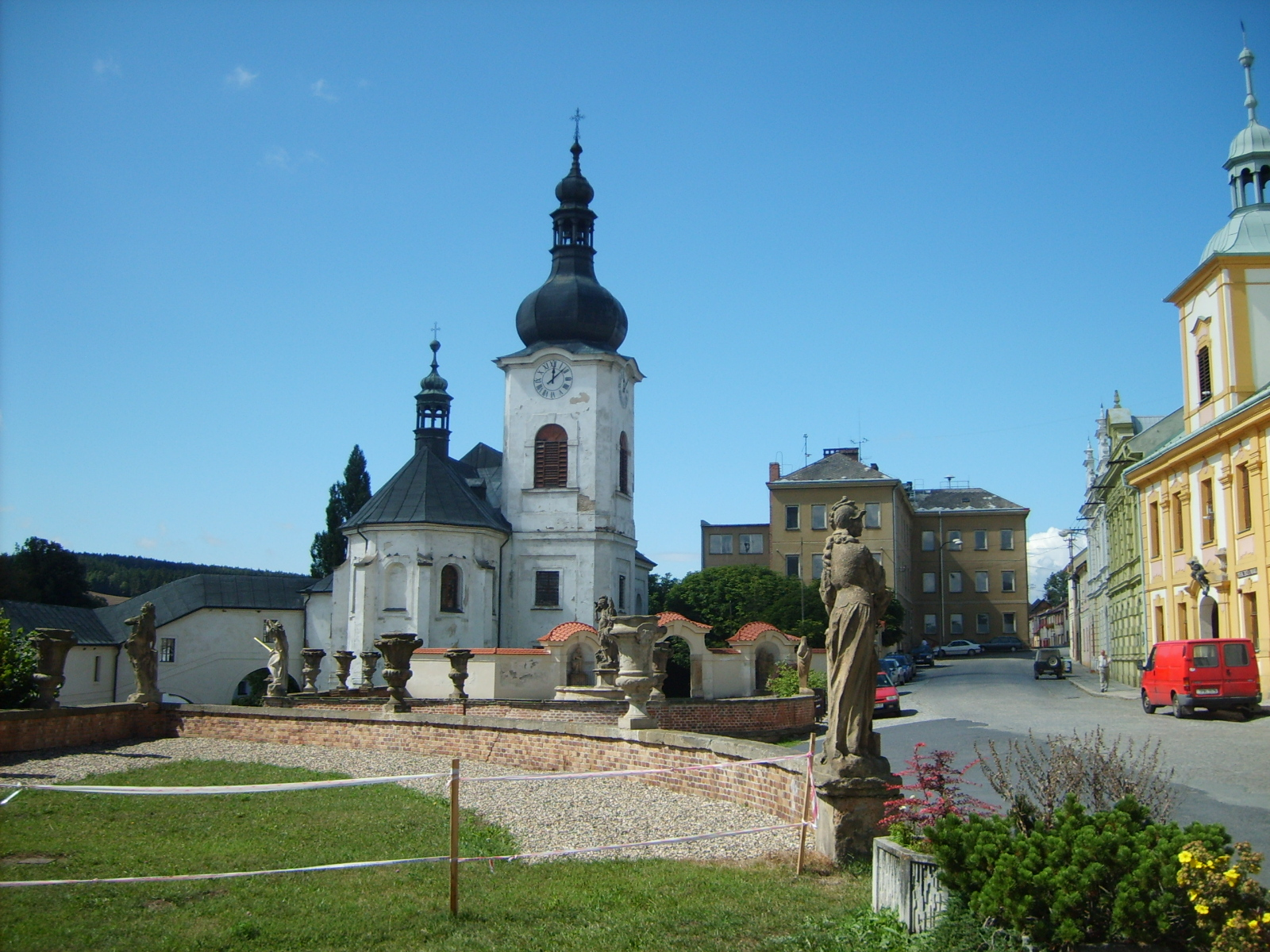
Manětínské náměstí s barokním kostelem

Bavor vlastnil také majetky na Manětínsku. Zde vlastnil Lukovou, Kobylí a dva Domašíny, jeden z nich pravděpodobně Bavor založil. O tomto majetku se dozvídáme díky prodeji těchto vsí Bavorově oblíbenému řádu johanitů, konkrétně Manětínskému domu. Podle Miroslava Svobody je možné, že tyto vsi získal díky podpoře johanitského řádu. Ty pak následně prodal za stejnou sumu johanitům z Manětíně.
Další Bavorovy majetky jsou více či méně sporadické. V listině z roku 1340 je zmíněn jako bývalý vlastník města Baborów a vsí Sulkov, Červenkov a Děhylov Bavor ze Strakonic. Podle Miroslava Svobody měl toto město založit až Bavor II. Pravděpodobně zde však jeho otec vlastnil území. O nějakém dalším Bavorově majetku žádný historik neuvádí, pouze Simona Kotlárová tvrdí, že nějací Bavorové vlastnili majetky na Vyškovsku a Trutnovsku a Mladoboleslavsku.

## Rodina
Jméno Bavorovy manželky se poprvé vykytuje v roce 1243. Tehdy je zmíněna jako Dobroslava. Její jméno se objevuje i v roce 1251. Na jiné listině datované rokem 1243 je však zmíněna jako manželka Bavora ze Strakonic Bohuslava. Podle Miroslava Svobody se Bavor oženil dvakrát, poprvé s Dobroslavou, podruhé s Bohuslavou. Listina, kde je Bohuslava zmíněna, byla podle Svobody sepsána až po deseti letech, jméno Bavorovy manželky tak nebylo aktuální. Možné je však i to, že si písař listiny spletl jména a Dobroslavu zaměnil za Bohuslavu. Podle Simony Kotlárové je Bohuslava totožná s Bolemilou, Bavorovou matkou. Podle Miroslava Svobody mohla jedna z jeho žen pocházet z rodu Rožmberků. Tuto domněnku podporuje závěť Voka I. z Rožmberka, kde se v různých částech píše o Bavorových synech a o synovcích Voka z Rožmberka.
V roce 1256 provdal svou dceru Domaslavu za Jindřicha z Lichtenburka. Papež Alexandr IV. musel k tomuto sňatku udělit dispens, neboť Domaslava byla s Jindřichem ve čtvrtém nebo pátém stupni příbuzenství. Celou záležitost kolem sňatku prošetřoval papežův pověřenec minorita Radlich.
Bavorovým prvním synem byl Bavor II. ze Strakonic, zvaný Veliký, jehož ženou se stala Anežka, nemanželská dcera Přemysla II. Otakara. O jeho dalším, pravděpodobně mladším synovi pochází zmínka pouze ze závěti Voka z Rožmberka. Jiné zprávy o něm nejsou, mohl buďto zemřít, vydat se na duchovní dráhu, nebo jako rytíř putovat do Svaté země.